# Don't Wanna Know
"Don't Wanna Know" is een nummer van de Amerikaanse poprockband Maroon 5 samen met de rapper Kendrick Lamar en werd op 11 oktober 2016 uitgebracht. Het nummer staat ook op het spel Just Dance 2017.
De single behaalde in vijftien landen een plek binnen de top-10 en behaalde in Libanon en Zuid-Korea de nummer-1 positie.

## Videoclip
De bijhorende videoclip (versie zonder Kendrick Lamar) kwam uit op 14 oktober 2016 en is geregisseerd door David Dobkin, die ook de videoclip van "Sugar" heeft geregisseerd. De videoclip bevat een parodie van het spel Pokémon GO en onder andere Sarah Silverman, Amanda Cerny, Ed Helms en Vince Vaughn zijn in de clip te zien.

## Hitnoteringen

### Nederlandse Top 40
| Hitnotering: 05-11-2016 t/m 25-02-2017 | Hitnotering: 05-11-2016 t/m 25-02-2017 | Hitnotering: 05-11-2016 t/m 25-02-2017 | Hitnotering: 05-11-2016 t/m 25-02-2017 | Hitnotering: 05-11-2016 t/m 25-02-2017 | Hitnotering: 05-11-2016 t/m 25-02-2017 | Hitnotering: 05-11-2016 t/m 25-02-2017 | Hitnotering: 05-11-2016 t/m 25-02-2017 | Hitnotering: 05-11-2016 t/m 25-02-2017 | Hitnotering: 05-11-2016 t/m 25-02-2017 | Hitnotering: 05-11-2016 t/m 25-02-2017 | Hitnotering: 05-11-2016 t/m 25-02-2017 | Hitnotering: 05-11-2016 t/m 25-02-2017 | Hitnotering: 05-11-2016 t/m 25-02-2017 | Hitnotering: 05-11-2016 t/m 25-02-2017 | Hitnotering: 05-11-2016 t/m 25-02-2017 | Hitnotering: 05-11-2016 t/m 25-02-2017 | Hitnotering: 05-11-2016 t/m 25-02-2017 | Hitnotering: 05-11-2016 t/m 25-02-2017 | Hitnotering: 05-11-2016 t/m 25-02-2017 | Hitnotering: 05-11-2016 t/m 25-02-2017 |
| Week:                                  | 1                                      | 2                                      | 3                                      | 4                                      | 5                                      | 6                                      | 7                                      | 8                                      | 9                                      | 10                                     | 11                                     | 12                                     | 13                                     | 14                                     | 15                                     | 16                                     | 17                                     |                                        |                                        |                                        |
| -------------------------------------- | -------------------------------------- | -------------------------------------- | -------------------------------------- | -------------------------------------- | -------------------------------------- | -------------------------------------- | -------------------------------------- | -------------------------------------- | -------------------------------------- | -------------------------------------- | -------------------------------------- | -------------------------------------- | -------------------------------------- | -------------------------------------- | -------------------------------------- | -------------------------------------- | -------------------------------------- | -------------------------------------- | -------------------------------------- | -------------------------------------- |
| Positie:                               | 36                                     | 30                                     | 22                                     | 14                                     | 11                                     | 12                                     | 13                                     | 14                                     | 15                                     | 16                                     | 18                                     | 23                                     | 26                                     | 28                                     | 30                                     | 32                                     | 40                                     | uit                                    |                                        |                                        |

### NederlandseSingle Top 100
| Hitnotering: 22-10-2016 t/m 11-03-2017 | Hitnotering: 22-10-2016 t/m 11-03-2017 | Hitnotering: 22-10-2016 t/m 11-03-2017 | Hitnotering: 22-10-2016 t/m 11-03-2017 | Hitnotering: 22-10-2016 t/m 11-03-2017 | Hitnotering: 22-10-2016 t/m 11-03-2017 | Hitnotering: 22-10-2016 t/m 11-03-2017 | Hitnotering: 22-10-2016 t/m 11-03-2017 | Hitnotering: 22-10-2016 t/m 11-03-2017 | Hitnotering: 22-10-2016 t/m 11-03-2017 | Hitnotering: 22-10-2016 t/m 11-03-2017 | Hitnotering: 22-10-2016 t/m 11-03-2017 | Hitnotering: 22-10-2016 t/m 11-03-2017 | Hitnotering: 22-10-2016 t/m 11-03-2017 | Hitnotering: 22-10-2016 t/m 11-03-2017 | Hitnotering: 22-10-2016 t/m 11-03-2017 | Hitnotering: 22-10-2016 t/m 11-03-2017 | Hitnotering: 22-10-2016 t/m 11-03-2017 | Hitnotering: 22-10-2016 t/m 11-03-2017 | Hitnotering: 22-10-2016 t/m 11-03-2017 | Hitnotering: 22-10-2016 t/m 11-03-2017 |
| Week:                                  | 1                                      | 2                                      | 3                                      | 4                                      | 5                                      | 6                                      | 7                                      | 8                                      | 9                                      | 10                                     | 11                                     | 12                                     | 13                                     | 14                                     | 15                                     | 16                                     | 17                                     | 18                                     | 19                                     | 20                                     |
| -------------------------------------- | -------------------------------------- | -------------------------------------- | -------------------------------------- | -------------------------------------- | -------------------------------------- | -------------------------------------- | -------------------------------------- | -------------------------------------- | -------------------------------------- | -------------------------------------- | -------------------------------------- | -------------------------------------- | -------------------------------------- | -------------------------------------- | -------------------------------------- | -------------------------------------- | -------------------------------------- | -------------------------------------- | -------------------------------------- | -------------------------------------- |
| Positie:                               | 68                                     | 36                                     | 23                                     | 18                                     | 15                                     | 12                                     | 12                                     | 11                                     | 12                                     | 10                                     | 15                                     | 14                                     | 15                                     | 14                                     | 17                                     | 18                                     | 19                                     | 41                                     | 48                                     | 66                                     |
| Week:                                  | 21                                     |                                        |                                        |                                        |                                        |                                        |                                        |                                        |                                        |                                        |                                        |                                        |                                        |                                        |                                        |                                        |                                        |                                        |                                        |                                        |
| Positie:                               | 83                                     | uit                                    |                                        |                                        |                                        |                                        |                                        |                                        |                                        |                                        |                                        |                                        |                                        |                                        |                                        |                                        |                                        |                                        |                                        |                                        |

### NederlandseMega Top 50
| Hitnotering: 12-11-2016 t/m 01-04-2017 | Hitnotering: 12-11-2016 t/m 01-04-2017 | Hitnotering: 12-11-2016 t/m 01-04-2017 | Hitnotering: 12-11-2016 t/m 01-04-2017 | Hitnotering: 12-11-2016 t/m 01-04-2017 | Hitnotering: 12-11-2016 t/m 01-04-2017 | Hitnotering: 12-11-2016 t/m 01-04-2017 | Hitnotering: 12-11-2016 t/m 01-04-2017 | Hitnotering: 12-11-2016 t/m 01-04-2017 | Hitnotering: 12-11-2016 t/m 01-04-2017 | Hitnotering: 12-11-2016 t/m 01-04-2017 | Hitnotering: 12-11-2016 t/m 01-04-2017 | Hitnotering: 12-11-2016 t/m 01-04-2017 | Hitnotering: 12-11-2016 t/m 01-04-2017 | Hitnotering: 12-11-2016 t/m 01-04-2017 | Hitnotering: 12-11-2016 t/m 01-04-2017 | Hitnotering: 12-11-2016 t/m 01-04-2017 | Hitnotering: 12-11-2016 t/m 01-04-2017 | Hitnotering: 12-11-2016 t/m 01-04-2017 | Hitnotering: 12-11-2016 t/m 01-04-2017 | Hitnotering: 12-11-2016 t/m 01-04-2017 |
| Week:                                  | 1                                      | 2                                      | 3                                      | 4                                      | 5                                      | 6                                      | 7                                      | 8                                      | 9                                      | 10                                     | 11                                     | 12                                     | 13                                     | 14                                     | 15                                     | 16                                     | 17                                     | 18                                     | 19                                     | 20                                     |
| -------------------------------------- | -------------------------------------- | -------------------------------------- | -------------------------------------- | -------------------------------------- | -------------------------------------- | -------------------------------------- | -------------------------------------- | -------------------------------------- | -------------------------------------- | -------------------------------------- | -------------------------------------- | -------------------------------------- | -------------------------------------- | -------------------------------------- | -------------------------------------- | -------------------------------------- | -------------------------------------- | -------------------------------------- | -------------------------------------- | -------------------------------------- |
| Positie:                               | 35                                     | 24                                     | 27                                     | 28                                     | 18                                     | 18                                     | 25                                     | 26                                     | 19                                     | 21                                     | 24                                     | 22                                     | 19                                     | 15                                     | 22                                     | 34                                     | 48                                     | 48                                     | 50                                     | 50                                     |
| Week:                                  | 21                                     |                                        |                                        |                                        |                                        |                                        |                                        |                                        |                                        |                                        |                                        |                                        |                                        |                                        |                                        |                                        |                                        |                                        |                                        |                                        |
| Positie:                               | 50                                     | uit                                    |                                        |                                        |                                        |                                        |                                        |                                        |                                        |                                        |                                        |                                        |                                        |                                        |                                        |                                        |                                        |                                        |                                        |                                        |

## Releasedata
| Land             | Releasedatum    | Formaat        | Label           |
| ---------------- | --------------- | -------------- | --------------- |
| Wereldwijd       | 11 oktober 2016 | Muziekdownload | 222, Interscope |
| Verenigde Staten | 18 oktober 2016 | Radio          | 222, Interscope |